# Sciopsyche
Sciopsyche este un gen de insecte lepidoptere din familia Arctiidae.

Cladograma conform Catalogue of Life:
| Sciopsyche | \| \| Sciopsyche cinerea \| \| \| \| \| \| Sciopsyche remissa \| \| \| \| \| \| Sciopsyche tropica \| \| \| \| |
|            | \| \| Sciopsyche cinerea \| \| \| \| \| \| Sciopsyche remissa \| \| \| \| \| \| Sciopsyche tropica \| \| \| \| |
|            | Sciopsyche cinerea                                                                                             |
|            | |
|            | Sciopsyche remissa                                                                                             |
|            | |
|            | Sciopsyche tropica                                                                                             |
|            | |